# Dubičiai
Dubičiai (ryska: Дубичяй) är en ort i Litauen. Den ligger i den södra delen av landet, 80 km söder om huvudstaden Vilnius. Dubičiai ligger 125 meter över havet och antalet invånare är 291.
Terrängen runt Dubičiai är platt. Runt Dubičiai är det ganska glesbefolkat, med 25 invånare per kvadratkilometer. Närmaste större samhälle är Kriviliai, 15,2 km norr om Dubičiai. Omgivningarna runt Dubičiai är en mosaik av jordbruksmark och naturlig växtlighet.